# Seneca (Kansas)
Seneca település az Amerikai Egyesült Államok Kansas államában, Nemaha megyében, melynek megyeszékhelye is. Lakosainak száma 2139 fő (2020. április 1.).

## Népesség
A település népességének változása:

| 2010 | 1 991 |
| 2020 | 2 139 |